# كلو آرثر
كلو آرثر (بالإنجليزية: Chloe Arthur)‏ هي لاعبة كرة قدم بريطانية، ولدت في 21 يناير 1995 في Erskine, Renfrewshire ‏ في المملكة المتحدة. لعبت مع Bristol City W.F.C. ‏.

## وصلات خارجية
- كلو آرثر على موقع الاتحاد الدولي (مؤرشف)  (الإنجليزية)
- كلو آرثر على موقع الاتحاد الأوربي (الإنجليزية)
- كلو آرثر على موقع الاتحاد الإسكتلندي (الإنجليزية)
- كلو آرثر على موقع قاعدة بيانات كرة القدم.إي يو (الإنجليزية)
- كلو آرثر على موقع Soccerway.com (الإنجليزية)
- كلو آرثر على موقع عالم كرة القدم.نت (الإنجليزية)